# 玫瑰聖母堂 (多哈)
多哈玫瑰聖母堂（阿拉伯语：‎）是卡塔爾首都多哈的一所羅馬天主教教堂，位於阿布哈穆爾。是自7世紀伊斯蘭教傳入以來第一家興建的基督教教堂。
聖堂造價約2,000萬美元，所在土地由時任卡塔爾埃米爾的哈邁德·本·哈利法·阿勒薩尼捐出。由於當地實施伊斯蘭法律，聖堂外部沒有十字架、尖塔或鐘。
聖堂於2008年3月14日舉出獻堂禮，由伊萬·迪亞斯樞機主持，卡塔爾副總理阿卜杜拉·本·哈馬德·阿提亞、聖座駐海灣大使保祿·哈希姆總主教、天主教南阿拉伯宗座代牧區主座代牧保祿·欣德、前聖座駐海灣大使若瑟·安德里亞總主教，以及卡塔爾多名官員都有主席。
聖堂是天主教北阿拉伯宗座代牧區的一部分，服務當地200,000名天主教徒，大部分是來自菲律賓、印度、非洲、南美洲、歐洲和黎巴嫩的移工。

## 延伸閱讀
- . Gulf Times. 16 March 2008. （原始内容存档于March 20, 2008）.

- Fran Gillespie. . Gulf Times. 15 March 2008. （原始内容存档于March 20, 2008）.

- Ramesh Mathew. . Gulf Times. 15 March 2008  [2018-09-09]. （原始内容存档于2016-03-03）.

## 外部連結
- 官方網站 （页面存档备份，存于） （英文）

- 官方網站 （页面存档备份，存于） （阿拉伯文）

- 聖堂部落格 （页面存档备份，存于）

25°12′45″N 51°31′19″E / 25.2126°N 51.5219°E